# Parada Fracalanza
A Parada Fracalanza é uma parada ferroviária da Estrada de Ferro Campos do Jordão (EFCJ). Foi inaugurada em 1946 e atualmente encontra-se sem uso.
Localiza-se no município de Campos do Jordão.

## História
A parada foi inaugurada em 1946, seu nome homenageando um empresário paulista, um dos primeiros turistas a ter uma residência na cidade. É uma plataforma coberta por telhas sustentadas por pilares de tijolos. Após o fim dos trens de subúrbios de Campos do Jordão, permanece fechada, os bondes que ali passam não parando nela.